# Nebridia semicana
Nebridia semicana là một loài nhện trong họ Salticidae.
Loài này thuộc chi Nebridia. Nebridia semicana được Eugène Simon miêu tả năm 1902.